# آندی توت
آندی توت (مجاری: Andi Tóth؛ زادهٔ ۱۸ ژانویهٔ ۱۹۹۹) خواننده و بازیگر اهل مجارستان است. وی از سال ۲۰۱۲ میلادی تاکنون مشغول فعالیت بوده‌است. وی یکی از جوان‌ترین برندگان ایکس فاکتور بود.
از فیلم‌ها یا مجموعه‌های تلویزیونی که وی در آن‌ها نقش داشته است، می‌توان به هم‌طلاقان اشاره نمود.